# Carl Astner

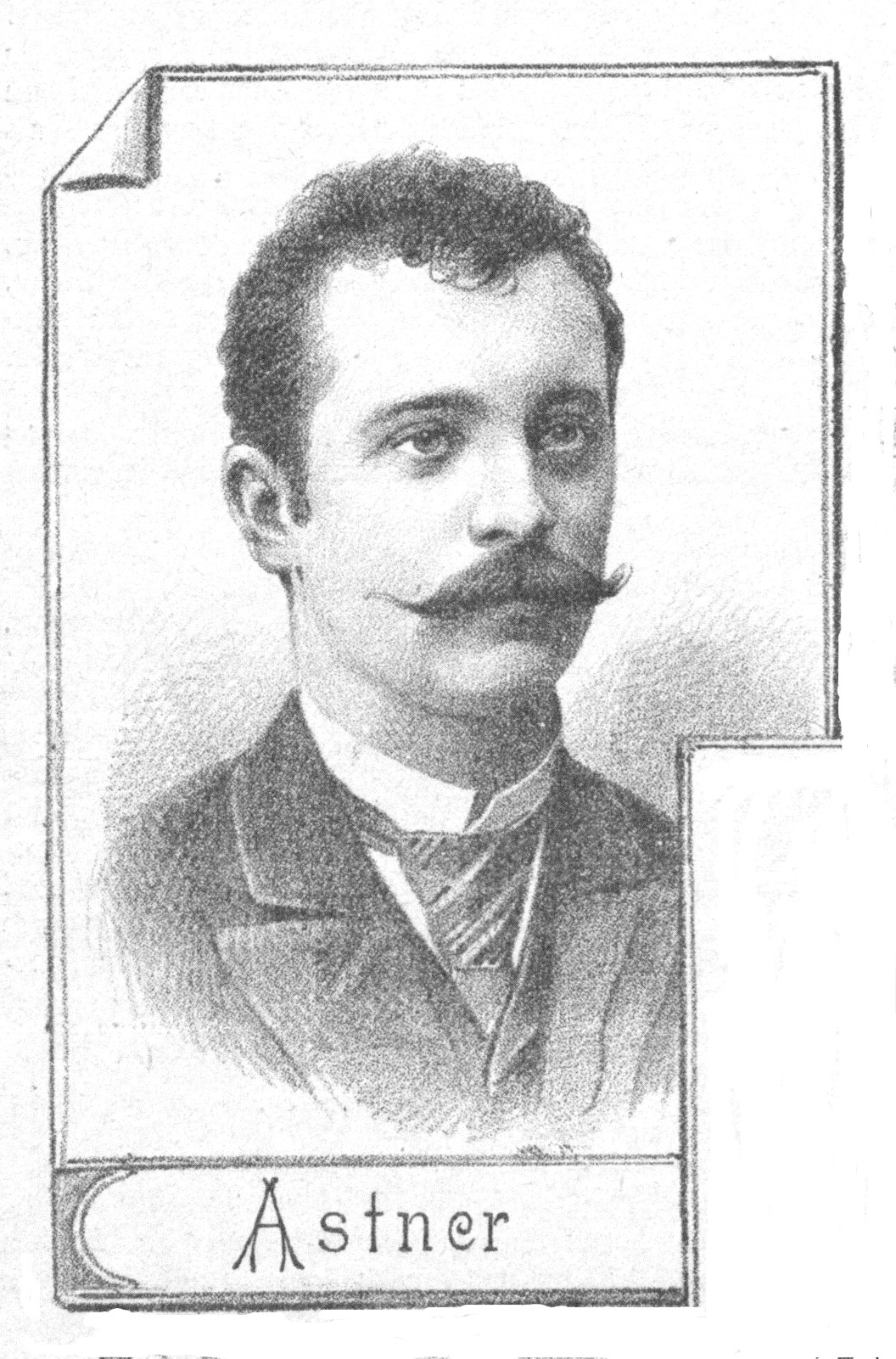
Carl Astner (1891)

Carl Astner, auch Karl Astner (* 28. April 1862 in Wien; † 17. August 1914 ebenda) war ein österreichischer Opernsänger (Bariton).

## Leben
Astner war seit Anfang der 1890er Jahre bühnentätig und kam 1891 nach Preßburg, 1893 nach Regensburg, 1894 und 1895 wirkte er in Linz, 1896 in Troppau, 1898 in Klagenfurt und trat 1899 in den Verband des Linzer Landestheaters. Er war ein guter Heldenbariton, dessen Leistungen sich auch vielfacher Anerkennung erfreuten. Seine Stimme war klangvoll und berührte angenehm. „Lohengrin“, „Tannhäuser“, „Walther“, „Loge“ und „Siegfried“ gehören zu seinen beliebtesten Partien.
1901 sang er an der Wiener Staatsoper.